# Southern Fried
Southern Fried è l'ottavo album di John P. Hammond, pubblicato dalla Atlantic Records nel 1970.

## Tracce
Lato A
1. Shake for Me – 2:44 (Willie Dixon) – Registrato il 21 novembre 1969
2. Cryin' for My Baby – 2:42 (Harold Burrage) – Registrato il 21 novembre 1969
3. I'm Tore Down – 2:45 (Sonny Thompson) – Registrato l'8 luglio 1969
4. Don't Go No Further – 2:40 (Willie Dixon) – Registrato l'8 luglio 1969
5. I'm Leavin' You – 3:19 (Chester Burnett) – Registrato il 21 novembre 1969
6. It's Too Late – 3:02 (Chuck Willis) – Registrato l'8 luglio 1969

Durata totale: 17:12
Lato B
1. Nadine – 3:41 (Chuck Berry) – Registrato l'8 luglio 1969
2. Mystery Train – 2:59 (Sam C. Phillips, Harman Parker Jr.) – Registrato l'8 luglio 1969
3. My Time After a While – 4:01 (Robert L. Geddins, Ronald Dean Badger) – Registrato l'8 luglio 1969
4. I Can't Be Satisfied – 3:12 (McKinley Morganfield) – Registrato l'8 luglio 1969
5. You'll Be Mine – 2:35 (Willie Dixon) – Registrato il 21 novembre 1969
6. Riding in the Moonlight – 2:28 (Chester Burnett) – Registrato l'8 luglio 1969

Durata totale: 18:56

## Formazione
- John P. Hammond - chitarra, armonica, voce
- Barry Beckett - tastiere
- Eddie Hinton - chitarra
- David Hood - basso
- Roger Hawkins - batteria

Musicisti aggiunti
- Joe Arnold - sassofono tenore (brani: I'm Leavin' You, Nadine, My Time After a While e Riding in the Moonlight)
- Ed Logan - sassofono tenore, sassofono baritono (brani: I'm Leavin' You, Nadine, My Time After a While e Riding in the Moonlight)
- Lewis Collins - sassofono tenore (brani: I'm Leavin' You, Nadine, My Time After a While e Riding in the Moonlight)
- James Mitchell - sassofono baritono (brani: I'm Leavin' You, Nadine, My Time After a While e Riding in the Moonlight)
- Gene Bo-legs Miller - tromba (brani: I'm Leavin' You, Nadine, My Time After a While e Riding in the Moonlight)
- Duane Allman - chitarra solista (brani: Shake for Me, Cryin' for My Baby, I'm Leavin' You e You'll Be Mine)
- Jimmy Johnson - chitarra ritmica (brani: Nadine e Mystery Train)
- Marlin Greene - basso (brani: Cryin' for My Baby e You'll Be Mine)

Note aggiuntive
- Marlin Greene e John P. Hammond - produttori
- Registrazioni effettuate al Muscle Shoals Studios di Muscle Shoals, Alabama (Stati Uniti)
- Marlin Greene - ingegnere del suono
- Jimmy Johnson - ingegnere del suono[1]